# 横浜市立大門小学校
横浜市立大門小学校（よこはましりつ だいもんしょうがっこう）は、神奈川県横浜市瀬谷区本郷3丁目にある公立小学校。略称は大門小（だいもんしょう）。

## 学校教育目標
学校教育目標は、「大門大好き　いい仲間　進んで学ぼう　元気な子」である。

## 校歌・校章

### 校歌
作詞：渋谷　義雄

### 校章
作者：井口　近文

## 沿革[3]
- 1973年（昭和48年）11月1日 - 瀬谷小学校より独立開校
- 1974年（昭和49年）11月 - 校章制定
- 1975年（昭和50年）3月 - プール竣工
- 1978年（昭和53年）11月 - 校歌制定
- 1999年（平成11年）5月 - はまっ子ふれあいスクール教室設置
- 2003年（平成15年）11月 - 30周年記念式典
- 2004年（平成16年）8月 - 校舎塗装工事（現在の黄色になる）
- 2013年（平成25年）11月 - 40周年記念式典

- 2023年（令和5年）11月 - 50周年記念式典

## 学校周辺
西に境川、南には相鉄本線が通っている。

## 学校行事[4]
- 運動会（10月第2土曜日）…伝統のソーラン節や、紅白で戦うのではなく、みんながムラサキ組で協力し、頑張っているのが特徴。
- 大門フェスティバル（通称：大フェス、12月第1土曜日）…各クラスが生活科や総合でのSDGsに関する取り組みを他クラスの児童・保護者に発表する。
- 校外学習
- 宿泊体験学習・修学旅行

## 50周年記念[5]
令和5年度の6年生が中心となっていろいろな行事を行った。記念誌も作られた。

## 通学区域と進学先中学校
2023年度時点では次のとおりである。

### 学区
- 瀬谷5丁目、6丁目
- 中屋敷2丁目（1番地、13番地、14番地）
- 本郷1丁目、2丁目、3丁目

### 進学先中学校
- 横浜市立瀬谷中学校

## 交通アクセス
- 相鉄本線瀬谷駅より徒歩11分[7]